# Grivillers
Grivillers é uma comuna francesa na região administrativa de Altos da França, no departamento de Somme. Estende-se por uma área de 3,39 km². Em 2010 a comuna tinha 87 habitantes (densidade: 25,7 hab./km²).